# Regionalpartei
Als Regionalpartei werden Parteien aufgefasst, die ausschließlich in einer bestimmten Region oder einem bestimmten Bezirk eines Landes antreten und entsprechend programmatisch ausgerichtet sind. Der wesentlichste Grund für das Entstehen von Regionalparteien liegt in der Prägekraft historisch gewachsener soziokultureller Traditionen in den Regionen (Kulturraum).

## Deutschland
Bereits in der Weimarer Republik gab es eine größere Anzahl von Regionalparteien, beispielsweise die Bayerische Volkspartei, die in Bayern bei allen freien Landtagswahlen stärkste politische Kraft wurde, die Deutsch-Hannoversche Partei, das Sächsische Landvolk oder der Bayerische Bauernbund. Kurz nach Ende des Zweiten Weltkriegs gründeten sich auf dem Gebiet der Bundesrepublik erneut Regionalparteien. Die bedeutendsten sind bis heute die Bayernpartei und der Südschleswigsche Wählerverband. Letzterer wurde als Partei der dänischen Minderheit und der nationalen Friesen im Landesteil Schleswig (Südschleswig) gegründet.
Einen Sonderfall stellt die CSU dar, die sich im Gegensatz zu den anderen regionalen christdemokratischen Vorläuferparteien der CDU aufgrund der starken bayerisch-patriotischen Kräfte derselbigen nicht angeschlossen hat. In den 1960er Jahren bekamen regional-patriotische Bewegungen vor allem in Südwestdeutschland neuen Auftrieb, die zugleich den katholischen Werktätigen eine christlich-soziale Alternative zu der als zu wirtschaftsfreundlich geltenden CDU boten. Auf dieser Linie agierte in Baden die Badische Volkspartei, in Württemberg der wiedergegründete Württembergischer Bauern- und Weingärtnerbund sowie im Saarland die Saarländische Volkspartei.
Anfang des 21. Jahrhunderts gab es eine neue Phase, in der sich weitere Regionalparteien gründeten. Unter anderen sind es die Lausitzer Allianz in Brandenburg und Sachsen und die Partei Die Friesen in Niedersachsen, die zugleich auch Parteien einer nationalen Minderheit sind. In diesem Zeitraum traten zuerst die Bayernpartei, dann auch Die Friesen, der SSW und die Lausitzer Allianz der Europäischen Freien Allianz bei. Seitdem findet zwischen diesen vier Parteien eine verstärkte Kooperation statt.

## Europa
Regionalparteien bestehen in nahezu allen Staaten Europas. Die bedeutendsten befinden sich in Spanien, Großbritannien und Italien. Die Parteienlandschaft in Belgien ist sogar ausschließlich regional strukturiert. Viele dieser sind in der Europäischen Freien Allianz organisiert und zusammen mit der Europäischen Grüne Partei bildet sie im Europäischen Parlament die Fraktion Die Grünen/Europäische Freie Allianz im Europäischen Parlament. Andere Regionalparteien arbeiten national und international in dortigen Fraktionen mit (z. B. CSU und SVP in der EVP). Einige Regionalparteien wie zum Beispiel die SNP in Schottland (Großbritannien), die ERC in Katalonien (Spanien), die PNC in Korsika (Frankreich), die ProDG in Ostbelgien. Die STF in Südtirol (Italien) sowie die PNV, EA und die Aralar im Baskenland (Spanien) treten mit offen separatistischen Programmen an. In Deutschland trifft dies nur auf die Bayernpartei zu.